# 1372
سنة 1372 كانت سنة كبيسة تبدأ يوم الخميس (الرابط يظهر نموذج التقويم الكامل للسنة) من التقويم اليولياني.

## أحداث
- تأسيس مدينة بنوم بنه وتقع حاليا في كمبوديا.

## مواليد
- يان هوس
- ابن خطيب الناصرية
- حسين صبري: أستاذ جامعي وكاتب مصري.

## وفيات
- شمس الدين ابن الموصلي
- ابن الحاج البلفيقي